# انسان و سفر (تور)
تور انسان و سفر (به انگلیسی: The Man and the Journey Tour) یک تور/کنسرت غیررسمی (بیشتر در انگلیس) از گروه سایکدلیک/پراگرسیو راک پینک فلوید است که در آن به اجرای قطعاتی از کارهای اولیه خود که در قالب آلبوم «انسان و سفر» آمده‌است پرداختند. این تور از ۱۴ آوریل ۱۹۶۹ آغاز شد و در ۱۷ سپتامبر ۱۹۶۹ به اتمام رسید.

## لیست آهنگ‌ها
یک نمونه از لیست آهنگ‌های در نظر گرفته شده:
- اجرای «انسان و سفر»

گاهی:
1. «اوردرایو میان‌ستاره‌ای» (۲۴ می در شفیلد)
2. «دستگاه‌ها را تنظیم کن به سمت قلب خورشید» (۲۲ و ۲۶ ژوئن در منچستر)

## تاریخ تورها
| تاریخ           | شهر      | کشور   | محل برگزاری                                             |
| --------------- | -------- | ------ | ------------------------------------------------------- |
| ۱۴ آوریل ۱۹۶۹   | لندن     | انگلیس | Royal Festival Hall (اولین اجرای زنده از "انسان و سفر") |
| ۲۴ می ۱۹۶۹      | شفیلد    | انگلیس | City Oval Hall                                          |
| ۳۰ می ۱۹۶۹      | کرویدون  | انگلیس | Fairfield Halls                                         |
| ۲۲ ژوئن ۱۹۶۹    | منچستر   | انگلیس | Free Trade Hall                                         |
| ۲۶ ژوئن ۱۹۶۹    | لندن     | انگلیس | Royal Albert Hall                                       |
| ۱۷ سپتامبر ۱۹۶۹ | آمستردام | هلند   | Concertgebouw                                           |

## اعضای گروه
- نیک میسن - درامز ،ساز کوبه‌ای
- ریچارد رایت - کیبوردز، خواننده
- دیوید گیلمور - گیتار و خواننده
- راجر واترز - گیتار بیس و خواننده